# Demetrio Stratos
Demetrio Stratos, pseudonimo di Efstràtios Dimitrìou (Ευστράτιος Δημητρίου, IPA: /ɛfˈstratjos ðimiˈtriu/; Alessandria d'Egitto, 22 aprile 1945 – New York, 13 giugno 1979), è stato un cantante, polistrumentista e musicologo greco naturalizzato italiano, famoso per essere stato il frontman delle band I Ribelli e Area.

## Biografia
Stratos nacque ad Alessandria d'Egitto da genitori greci. Trascorse i primi tredici anni di vita ad Alessandria d'Egitto, studiando pianoforte e fisarmonica al prestigioso «Conservatoire National d'Athènes». Essendo di famiglia cristiano-ortodossa, fin da piccolo poté assistere alle cerimonie accompagnate da musica religiosa bizantina, oltre ad ascoltare la musica araba tradizionale. Da adulto, Stratos riconobbe che l'infanzia ad Alessandria l'aveva fatto sentire come un facchino in un albergo internazionale, in grado di vivere l'esperienza dei viaggiatori e di assistere al traffico di culture in quel Mediterraneo ricco di diverse etnie e crocevia di intense pratiche musicali. Subito dopo la crisi di Suez, nel 1957, la famiglia lo mandò a studiare presso il Collegio di Terra Santa a Nicosia, Cipro, dove Efstràtios ottenne anche il passaporto cipriota.

Matrimonio di Demetrio Stratos e Daniela Ronconi nel 1968

Nel 1962 si trasferì a Milano dove si iscrisse alla facoltà di architettura del Politecnico. In Italia assunse definitivamente il nome di Demetrio Stratos, scambiando il cognome (Dimitrìou) con il nome di battesimo (Efstràtios). Nel 1963 formò a Milano un gruppo musicale studentesco di soul, blues e rhythm and blues e fece esperienza come turnista in diversi studi di registrazione.
Nel 1966, con lo pseudonimo The Clockwork Oranges, debuttò come cantante in un 45 giri pubblicato dalla Vedette: Ready Steady/After Tonight; nello stesso anno si unì come pianista e voce solista al complesso beat I Ribelli con i quali rimase fino al 1970 incidendo vari 45 giri, tra cui il celebre successo Pugni chiusi, e l'album che porta il loro nome.
Lasciati i Ribelli, nel 1971 Stratos pubblicò il singolo Daddy's dream per l'etichetta Numero Uno di Lucio Battisti e l'anno seguente fondò insieme al batterista Giulio Capiozzo gli Area, gruppo in cui rimase fino al 1978 affermandosi in Italia e all'estero sulla scia della fusion e del rock progressivo.
Nel 1978 Stratos lasciò gli Area per dedicarsi esclusivamente alla ricerca vocale e in quest'anno accrebbe la sua fama internazionale: John Cage lo invitò a tenere una serie di concerti presso il Roundabout Theatre di New York e dello stesso periodo è la partecipazione a un Event della Merce Cunningham Dance Company con la direzione artistica di Jasper Johns, quella musicale di Cage e la collaborazione di Andy Warhol ai costumi.
```
 to have ha
D

     the id
E
a
       his 
M
usic
    would n
E
ver
          s
T
op
       the 
R
ange
       of h
I
s
          v
O
ice
 would have
   no limit
S

        nex
T

         fo
R
 him
      to le
A
rn was
        in 
T
ibet
after that 
O
ut
into vocal 
S
pace
```

Il 30 marzo 1979 Stratos tenne il suo ultimo concerto presso il Teatrino della Villa Reale di Monza; colpito da una forma di anemia aplastica, il 2 aprile fu ricoverato al Policlinico di Milano e da lì poi trasferito al Memorial Hospital di New York. La notizia si diffuse rapidamente nell'ambiente musicale italiano: Gianni Sassi, fondatore della Cramps e già paroliere degli Area, organizzò un concerto da tenersi all'Arena Civica di Milano allo scopo di raccogliere i fondi per garantire al cantante la costosa degenza, in attesa del necessario trapianto di midollo osseo: all'iniziativa aderirono fra gli altri: Eugenio Finardi, Angelo Branduardi, Antonello Venditti, Francesco Guccini, Roberto Vecchioni, PFM, Banco del Mutuo Soccorso, Carnascialia, Skiantos e gli stessi Area. Le condizioni del cantante tuttavia si aggravarono più rapidamente del previsto ed egli morì per collasso cardiocircolatorio all'età di 34 anni il 13 giugno 1979, il giorno prima della data fissata per l'evento benefico che divenne così un tributo alla sua memoria, primo di una lunga serie.
Dalle registrazioni del concerto di Milano, al quale intervennero circa sessantamila spettatori, la Cramps trasse il doppio album 1979 Il concerto - Omaggio a Demetrio Stratos; lo speciale televisivo dedicato all'evento, a cura di Renato Marengo, fu trasmesso sul secondo canale della Rai nel luglio del 1979 e, in occasione del trentennale (2009), uscì su un DVD prodotto dalla Cramps assieme a Rai Trade, allegato a la Repubblica e L'Espresso.
Stratos fu tumulato nel cimitero del borgo di Scipione Castello, frazione del comune di Salsomaggiore Terme (PR) che tutti gli anni, dal 2000, organizza una manifestazione musicale a lui dedicata.
Nel 2023 la moglie Daniela Ronconi Demetriou e la figlia Anastassia hanno donato l'archivio del musicista alla Scuola di vocalità e centro studi internazionale sulla voce «Malagola» di Ravenna.

## Gli studi sulla vocalità e la fonazione
Demetrio Stratos coltivò un'importante esperienza solista incentrata su sperimentazioni e ricerche vocali, che ha prodotto un'ampia e notevole discografia. Il suo studio della voce come strumento, memore dell'esempio dei cantanti più avanzati della musica nera statunitense come Leon Thomas, lo portò nel corso degli anni settanta a raggiungere risultati al limite delle capacità umane. Compì ricerche di etnomusicologia ed estensione vocale in collaborazione con il CNR di Padova tra il 1976 e il 1978, e studiò le modalità canore dei popoli asiatici. Il prof. Franco Ferrero, che presso il Centro Studi per le ricerche di Fonetica del CNR dell'Università di Padova analizzò gli effetti che Stratos riusciva a produrre, ammette: «Stando a quanto ho riscontrato durante l'emissione, le corde vocali non vibravano. La frequenza era molto elevata (le corde vocali non riescono a superare la frequenza di 1000-1200 Hz). Nonostante ciò Demetrio otteneva non uno, ma due fischi disarmonici, uno che da 6000 Hz scendeva di frequenza, e l'altro che da 3000 Hz saliva. Non si poteva supporre, quindi, che un fischio fosse l'armonico superiore dell'altro. Constatai anche l'emissione di tre fischi simultanei».

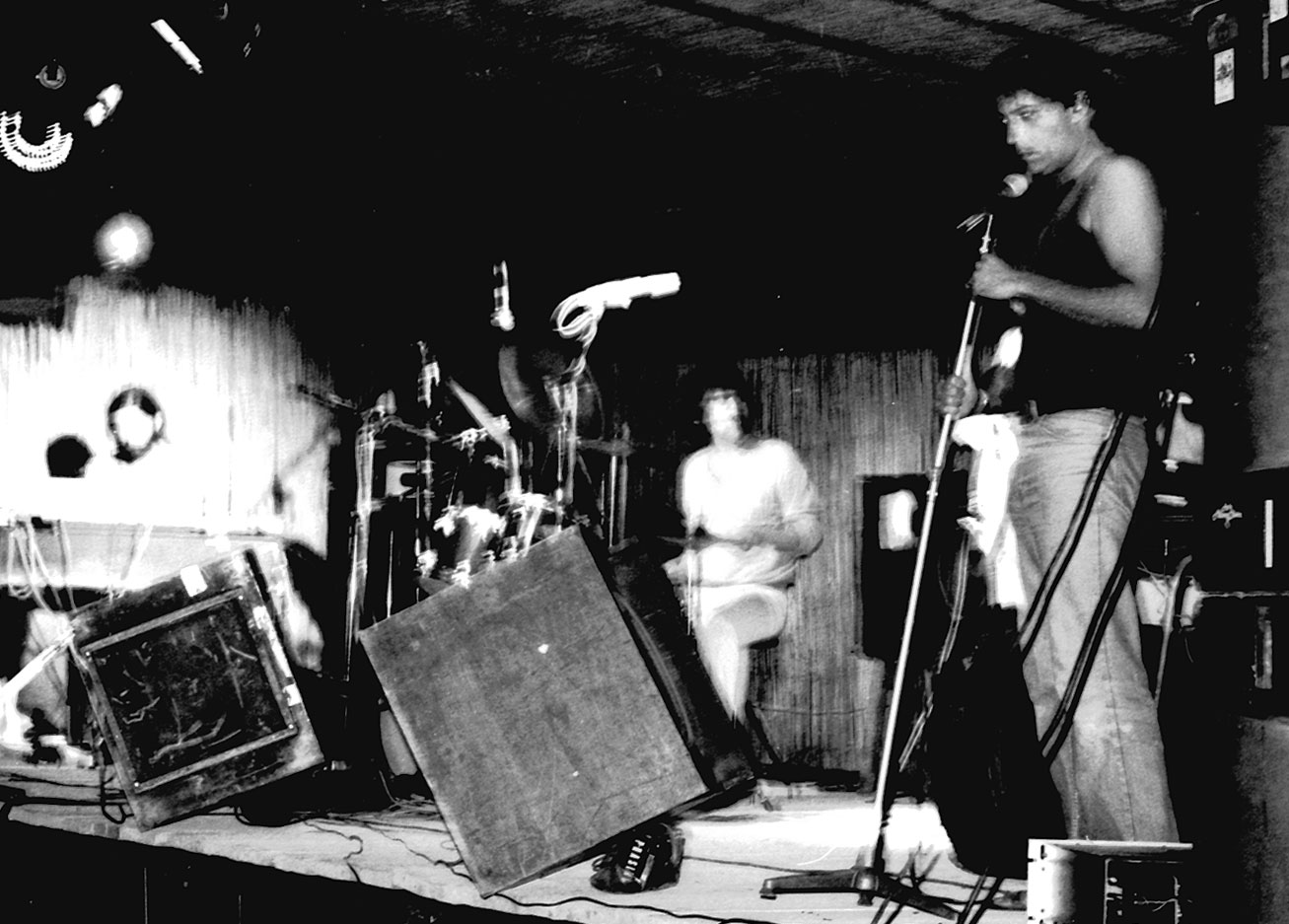
Foto scattata nei primi giorni di agosto 1978, al concerto nello stadio di Castelmassa al rientro degli Area da Cuba.

Le analisi sulla voce di Stratos, sia quelle effettuate nel periodo 1976-78 quando fu presente a Padova, sia le successive, hanno dimostrato che il musicista riusciva a produrre diplofonie, suoni bitonali e difonici (canto armonico, meccanismi vocali sovraglottici, fischio laringeo), abilità diverse tra loro che è raro trovare nella stessa persona. Grazie alle già notevoli doti innate, alle tecniche acquisite, e agli studi con il CNR, Stratos riuscì a raggiungere risultati che rimangono ancora ineguagliati.
Franco Ferrero affermò inoltre quanto segue: «La strabiliante ricerca di Stratos porta molte suggestioni e piste di ricerca ancora da studiare. Vorrei limitarmi a due sottolineature particolarmente stimolanti e innovative per il nostro tempo: la preminenza del significante rispetto al significato e il valore rituale della voce in ordine all'accesso alla scaturigine del corpo». «La voce - sostiene Stratos - è oggi nella musica un canale di trasmissione che non trasmette più nulla»; e ancora: «L'ipertrofia vocale occidentale ha reso il cantante moderno pressoché insensibile ai diversi aspetti della vocalità, isolandolo nel recinto di determinate strutture linguistiche».
Nel 1974 prese parte a tournée e festival in Francia, Portogallo, Svizzera e Cuba; a Cuba ricevette l'invito dal Ministero della cultura ad incontrarsi con la delegazione di musicisti della Mongolia per partecipare a un dibattito sulla vocalità dell'Estremo Oriente; Stratos si era infatti progressivamente inoltrato nell'affascinante mondo dei suoni riprendendo e ampliando un vasto discorso sul significato della voce nelle civiltà orientali e mediorientali.

## Discografia

### Da solista
Album in studio
- 1976 – Metrodora
- 1977 – La cantata rossa per Taal al Zaatar (con Gaetano Liguori e Giulio Stocchi)
- 1978 – O'Tzitziras O'Mitziras
- 1978 – Cantare la voce
- 1979 – Rock'n Roll Exhibition (con Mauro Pagani e Paolo Tofani)
- 1990 – Le milleuna

Album dal vivo
- 1980 – Recitarcantando
- 1998 – Concerto all'elfo

### Con gli Area
Album in studio
- 1973 – Arbeit macht frei
- 1974 – Caution Radiation Area
- 1975 – Crac!
- 1976 – Maledetti (maudits)
- 1978 – 1978 gli dei se ne vanno, gli arrabbiati restano!

Album dal vivo
- 1975 – Are(A)zione
- 1979 – Event '76

## Omaggi
Molti musicisti gli hanno dedicato concerti o composizioni. Tra i vari omaggi a lui indirizzati si ricordano: 
- La PFM, gruppo di rock progressivo italiano, nell'album Suonare suonare pubblicato nel 1980, gli ha dedicato il brano Maestro della voce.[19]
- In omaggio a Demetrio Stratos, dal 1996 si è svolta ad Alberone una Rassegna di Musica Diversa,[20] alla quale partecipano numerose band underground italiane. Il primo concorso nazionale "Omaggio a Demetrio Stratos", ideato e diretto artisticamente dal compositore Aldo Passarini, risale al 1995 su iniziativa del Comune di Tolentino (Macerata): i brani devono essere inediti; al miglior testo dei brani in concorso viene assegnato il premio "Gianni Sassi".
- Nel 2005 e nel 2007 si è tenuto a Milano il "Premio internazionale Demetrio Stratos" per la ricerca vocale e la sperimentazione musicale promosso, tra gli altri, da Daniela Ronconi Demetriou, moglie di Stratos, e Patrizio Fariselli, pianista degli Area. Il premio per il miglior progetto emergente è andato a Romina Daniele. Riconoscimenti alla carriera sono andati alle grandi artiste statunitensi Diamanda Galás e Meredith Monk.
- Nel 2009, con la regia di Luciano D'Onofrio e Monica Affatato e la consulenza di Daniela Ronconi Demetriou, è stato realizzato un lungo documentario sulla storia e la carriera di Demetrio Stratos dal titolo La voce Stratos. Include più di trenta interviste a collaboratori, musicisti, artisti e foniatri oltre a foto e filmati, inediti e di repertorio.
- Il gruppo Elio e le Storie Tese ha dedicato agli Area la canzone Come gli Area, in cui sono molteplici i riferimenti a Demetrio Stratos.
- Suonare la Voce - Tributo a Demetrio Stratos (Genova)
  - 2004 (prima edizione): in occasione dei 25 anni dalla scomparsa di Stratos l'Associazione Culturale Metrodora (un ente non profit che prende il nome da uno dei dischi di Stratos da solista) ha organizzato una manifestazione intitolata Suonare la Voce, con concerti e proiezioni di filmati. Durante la manifestazione, della durata di 3 giorni, si è svolto un seminario sulla vita e le opere dell'artista che ha visto la partecipazione della famiglia e di molti musicologi ed esperti.[21]
  - 2009 (seconda edizione): due giornate di seminari e concerti culminati con l'esibizione dell'artista spagnola Fatima Miranda, vincitrice del Premio internazionale Demetrio Stratos 2009.
  - 2019 (terza edizione): una giornata di seminario dove è stata analizzata l'intera carriera di Stratos, dai Ribelli ai dischi solisti fino agli studi sulla voce. La serata si è conclusa con la visione del film "La voce Stratos"
- Nel 2010 l'attore Filippo Timi è testimonial dell'evento Demetrio Stratos, la voce e il sogno presso l'Aula Magna dell'Università per Stranieri di Perugia assieme al pianista e compositore Patrizio Fariselli degli Area, al giornalista Luca Frazzi della rivista italiana Rumore e all'ideatore dell'evento Giuseppe Sterparelli dell'Alive Music Festival.

Inoltre, a Demetrio Stratos sono intitolati: l'auditorium degli studi di Radio Popolare e una via nel nuovo quartiere di Citylife a Milano, una piazza a Oppido Lucano (Potenza), una strada a Vaglio Basilicata (Potenza) e una a Scipione Castello (Parma), dov'è sepolto.